# Jean-Michel Onana
Pour les articles homonymes, voir Onana.
Jean-Michel Onana, né en 1961, est un botaniste camerounais, spécialiste de la flore tropicale d'Afrique centrale et de la conservation des plantes africaines, chercheur, taxonomiste et universitaire, chef de l'Herbier national du Cameroun (HNC).

## Carrière
Auteur d'une thèse de doctorat intitulée Les Burséracées du Cameroun. Taxonomie, biométrie foliaire et biologie (1999) et d'une habilitation à diriger des recherches (HDR) en botanique-écologie, enseignant à la Faculté des sciences de l'université de Yaoundé I, il est membre de l'Association pour l'étude taxonomique de la flore d'Afrique tropicale (AETFAT) et de la Commission de la sauvegarde des espèces (CCSE) de l'Union internationale pour la conservation de la nature (UICN), également chercheur associé aux jardins botaniques royaux de Kew au Royaume-Uni, notamment en collaboration avec Martin Cheek.
L'informatisation des données des 65 000 spécimens de la collection classée par l'HNC lui a permis d'élaborer la liste taxonomique des 7 850 espèces de plantes vasculaires connues actuellement au Cameroun.
Il a publié entre 1998 et 2019 le nom d'une quinzaine de nouvelles espèces. Plusieurs plantes endémiques du Cameroun lui doivent leur épithète spécifique, telles que Diospyros onanae ou Ledermanniella onanae. 
En 2013, il est le lauréat du Prix d’excellence du chercheur senior de l'Institut de recherche agricole pour le développement.

## Sélection de publications

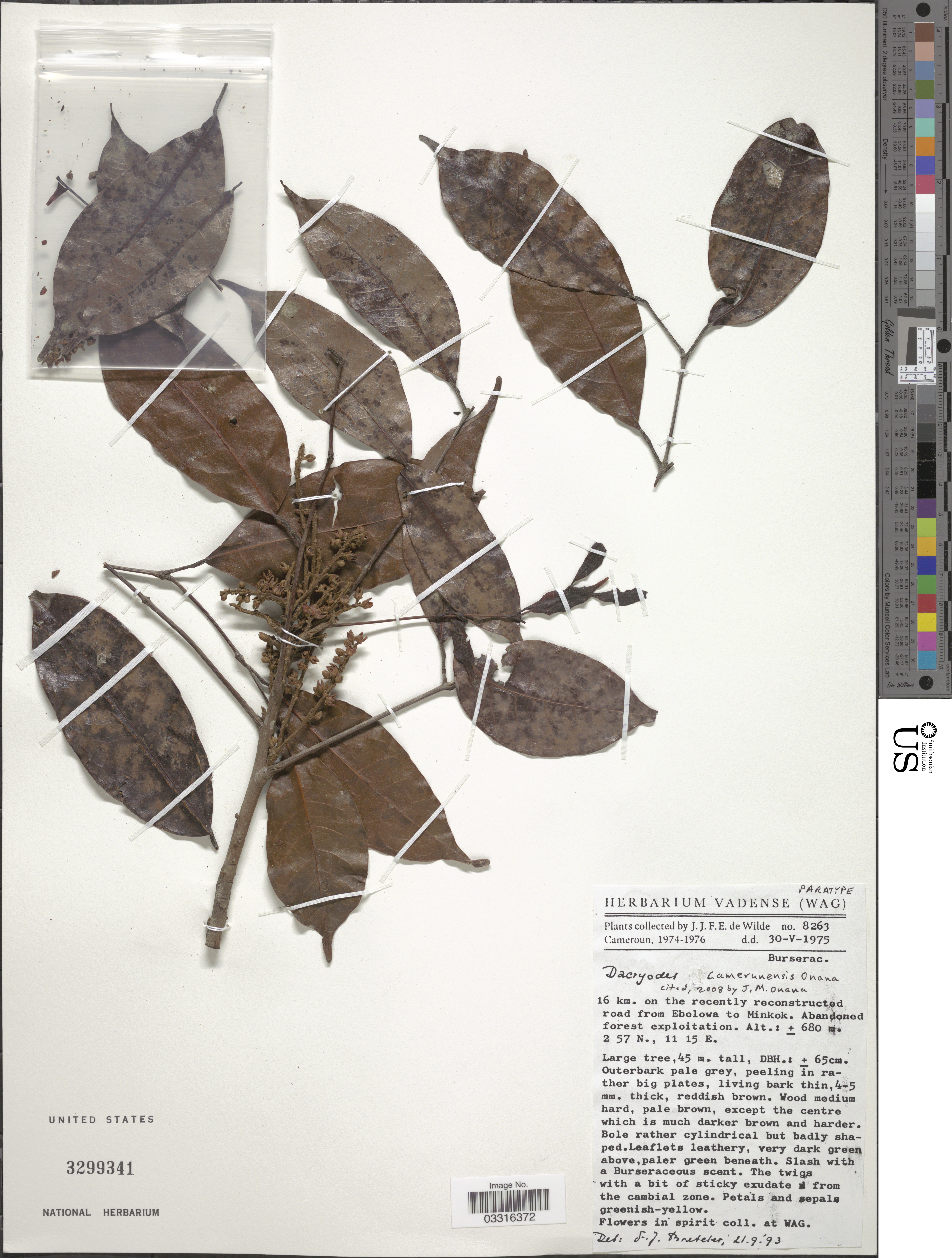
Dacryodes camerunensis Onana, nouvelle espèce décrite en 2007.

- The plants of Mount Oku and the Ijim Ridge, Cameroon : a conservation checklist (en collab.), 2000
- Systématique et conservation des plantes africaines : comptes rendus du 18e congrès de l'AETFAT, Yaoundé, Cameroun  (en collab.), 2010
- Red data book of the flowering plants of Cameroon : IUCN global assessments (en collab.), 2011
- The vascular plants of Cameroon : a taxonomic checklist with IUCN assessments, Flore du Cameroun, vol. 39, 2011
- Synopsis des espèces végétales vasculaires endémiques et rares du Cameroun : check-liste pour la gestion durable et la conservation de la biodiversité, Flore du Cameroun, vol. 40, 2013
- « The World Flora Online 2020 project: will Cameroon come up to the expectation? », in Rodriguésia 66(4), 2015, p. 961-972, [lire en ligne]
- « Taxonomie des Rutaceae-Toddalieae du Cameroun revisitée : découverte de quatre espèces nouvelles, validation d’une combinaison nouvelle et véritable identité de deux autres espèces de Vepris Comm. ex A.Juss. » (en collab. avec Hervé Chevillotte), in Adansonia, sér. 3, 2015, 37 (1), p. 103-129 [lire en ligne]
- Burseraceae, coll. Flore du Cameroun, vol. 43, Ministère de la recherche scientifique et de l'innovation, Yaoundé, 2017, 94 p.
- Recueil des noms des plantes en langues ethniques du Cameroun, Éditions universitaires européennes, 2019, 184 p.  (ISBN 9786138429104)